# Macker
Der Begriff Macker (aus dem Niederdeutschen: macker „Kamerad“, „Mitarbeiter“; im Niederländischen: makker) wird umgangssprachlich als abwertende Bezeichnung für einen Mann verwendet, der sich übertrieben männlich darstellt und ist daher inhaltlich mit Begriffen wie Chauvi oder Macho verwandt. Er kann aber auch neutral den Lebenspartner oder allgemein einen „Burschen“ oder Arbeitskollegen bezeichnen.
In einer heute eher in Vergessenheit geratenen zweiten Bedeutung wird mit dem Begriff „Macker“ ein kastrierter Hauseselhengst (Eselwallach) bezeichnet.

## Etymologie
Die niederdeutsche Vorlage macker könnte nach E. Seebold auf einer Soziativbildung im Sinne von „der (zusammen) mit einem anderen etwas macht“ beruhen. Sollte seine durch den Verweis auf das altenglische gemaca / gemæcca („Gefährte“) unterstützte Annahme stimmen, dann ließe sich auch althochdeutsch (ga)mahhari („Urheber“) als eine Art Analogon des niederdeutschen macker heranziehen.